# Rødhalet jacamar
Den rødhalede jacamar (latin: Galbula ruficauda) er en glansfugl. Den når en længde på 25 cm og vejer 25 g. Den lever i det sydlige Mellemamerika og i det nordlige, vestlige og centrale Sydamerika. Den spiser primært bivoks, men også insekter.
| Fugl | Spire Denne artikel om fugle er en spire som bør udbygges. Du er velkommen til at hjælpe Wikipedia ved at udvide den. |

- Wikimedia Commons har flere filer relateret til Rødhalet jacamar